# أندريا سيزارو
أندريا سيزارو (بالإيطالية: Andrea Cesaro)‏ هو لاعب كرة قدم إيطالي في مركز الوسط، ولد في 10 أبريل 1986 في روما في إيطاليا. لعب مع إنتر ميلان ونادي روما ونادي ساليرنيتانا.